# Gegenwart
Gegenwart ist eine Bezeichnung für ein nicht genau bestimmtes Zeitintervall zwischen vergangener Zeit (Vergangenheit) und kommender, künftiger Zeit (Zukunft). Als Synonyme dafür werden auch die Begriffe heute und jetzt verwendet. Gegenwart ist die Zeit, in der jeweils die bewusste Wahrnehmung aktiv ist.

## Wortherkunft
Der Begriff Gegenwart ist in der deutschen Sprache bereits im Mittelhochdeutschen belegt, damals allerdings nur in der Bedeutung von „Anwesenheit“. Erst im 18. Jahrhundert erfolgte eine Bedeutungsausweitung auf eine Zeitbezeichnung.

## Grammatik
Gegenwart in sprachwissenschaftlichem Kontext bezeichnet:
- allgemein die sprachliche Umsetzung von Gegenwärtigem: ein Tempus
- die grammatikalische Gegenwartsform (Zeitform, Tempusform) des Verbs

Die deutsche Grammatik kennt nur eine Zeitform der Gegenwart für ein Verb:
- Präsens (Gegenwart): ich liebe; ich gehe

In anderen Sprachen können formal perfektive und imperfektive Präsensformen unterschieden werden; allerdings haben grammatische Präsensformen oft keine Gegenwarts-Bedeutung (im Russischen bezeichnet das grammatische Präsens der perfektiven Verben eine zukünftige Situation).

## Physik

Vergangenheit und Zukunft bezüglich des Koordinatenursprungs

Eine ausgezeichnete Gegenwart ist kein Gegenstand der Physik. Dort kann lediglich die Frage nach der Gleichzeitigkeit von Ereignissen definiert und untersucht werden.

### Klassische Physik
Der Zeitpfeil bestimmt die Richtung der Zeit von der Vergangenheit in die Zukunft. Die Vergangenheit besteht dabei aus der Menge aller Ereignisse, die kausal mit dem als Gegenwart bezeichneten Ereignis verbunden sind, diese also beeinflussen konnten. Dieses Konzept von Gleichzeitigkeit nennt man Synchronismus.

### Quantenmechanik
Die Heisenbergsche Unschärferelation besagt, dass die Zeit und Energie eines Quantensprungs nicht gleichzeitig beliebig genau bestimmbar sind, also exakte Gegenwart der Beobachtung nicht zugänglich ist: Das Jetzt ist demnach ein skalenabhängiger Hilfsbegriff.

### Relativitätstheorie
Mit der Veränderung der Vorstellung der Zeit seit Einführung der speziellen Relativitätstheorie von Albert Einstein haben auch die Begriffe Vergangenheit, Gegenwart und Zukunft eine Umdeutung erfahren. Da zwei Ereignisse, die für einen Beobachter gleichzeitig stattfinden, für einen relativ dazu bewegten Beobachter unter Umständen nicht mehr gleichzeitig stattfinden (Relativität der Gleichzeitigkeit), ersetzt der Begriff der „Lichtartigkeit“ die „Gleichzeitigkeit“, während Vergangenheit und Zukunft Räume von Ereignissen darstellen, die zu einem Beobachter „zeitartig“ entfernt sind; „Raumartigkeit“ wiederum entspricht einem Verhältnis zweier Ereignisse, die in keinerlei kausaler Verbindung zueinander stehen können.
Die Gegenwart lässt sich so als Koordinatenursprung eines Raumzeitdiagrammes definieren.

## Gehirnforschung
Die Gegenwartsdauer: Neue neurologische und psychologische Studien lassen vermuten, dass das Gehirn die Gegenwart in Einheiten zu etwa 2,7 Sekunden verarbeitet. Der alltagssprachliche Begriff „Augenblick“ stellt genau diesen Sachverhalt dar. Zudem legen Untersuchungen nahe, dass 3-Sekunden-Einheiten auch in der Lyrik (wenn es etwa um die Erkennung von Reim und Rhythmus geht) und der Musik von Bedeutung sind.

## Soziologie
Der Gegenwart stehen die Vorstellungen gegenüber, die man sich von der Vergangenheit (z. B. Erinnerung, Geschichte, Herkunft, Ursache) und der Zukunft (z. B. Hoffnung, Angst, Vision, Entwicklung) macht.

## Psychologie
Nur in der Gegenwart ist es dem Menschen möglich, die Welt und sein Inneres, das Selbst wahrzunehmen und damit in Kontakt zu treten. Um die Gegenwart im Rahmen von Psychotherapie und Selbsterfahrung für Patienten anfassbarer zu beschreiben, wird sie das Hier-und-jetzt genannt.

## Philosophische Sichtweise
Im Rahmen der Philosophie sind zwei Aspekte der Gegenwart von Bedeutung:
Zum einen ist es der Widerspruch von bewusst wahrgenommenem Jetzt und der Unmöglichkeit, das Jetzt sinnlich zu erfassen. Das ist die Frage nach dem Wesen der Zeit an sich.
Zum anderen die Bedeutung des Hier und Heute angesichts der Sterblichkeit des Menschen. Zwei prinzipiell konträre Weltanschauungen sind hier möglich:
- Den Moment als das einzig Wirkliche anzusehen. Ausgedrückt wird die „Nichtigkeit menschlicher Werke“ – die Vanitas – durch Sprüche wie carpe diem oder memento mori.
- Den Augenblick geringzuschätzen und das eigene Leben einem Ziel unterzuordnen, in der Hoffnung, der Mensch lebe darin weiter.

In der Kunsttheorie spiegelt sich dieser Gegensatz etwa in der klassischen Einteilung in – momentorientierte – Darstellende Kunst und – werkbezogene – Bildende Kunst wider.

## Religion
In vielen Religionen, wie z. B. im Zen-Buddhismus, besteht ein Ideal darin, sich selbst der Gegenwart zu öffnen.
In den östlichen Religionen wie Buddhismus oder Hinduismus wird als Ort des ewigen Lebens anders als in den abrahamitischen Religionen nicht ein in der Zukunft nach dem Tode folgender Himmel, sondern der gegenwärtige Augenblick angesehen.
Der katholische Kardinal Fulton John Sheen beschrieb den Himmel als das „ewige Jetzt“.
Der jüdische Religionsphilosoph Martin Buber schrieb: „Gott aber, die ewige Gegenwart, läßt sich nicht haben. Wehe dem Besessenen, der Gott zu besitzen meint!“